# MarsDrive
MarsDrive, fondée en 2005, est une fondation internationale à but non lucratif active dans le milieu spatial avec des membres au niveau international ainsi que des branches en Amérique du Nord, Europe et en Asie australe. 

## Objectifs
Le but de MarsDrive est d'impliquer le public, directement et activement, dans la colonisation et l'exploration de l'espace. MarsDrive envisage « une civilisation spatiale, répandant la vie dans tout le cosmos ». Son intention est de faciliter une rapide extension de l'humanité dans l'espace en récoltant le soutien du public et en aidant à la création de fonds pour la croissance de l'économie spatiale.
Pour soutenir les secteurs public, privé et à but non lucratif du spatial, MarsDrive cherche à transformer le soutien à large échelle du public pour l'exploration spatiale et sa colonisation en un financement ciblé, en provision de bourses d'études, petites subventions (en Recherche et développement) et en fonds de développement d'infrastructures spatiales (subventions en capital).

## Activités
Les projets d'outreach de MarsDrive incluent une présence dans SecondLife et MySpace, tout comme un site web éducationnel nommé Kids4Mars.  
MarsDrive est en train de créer un nouveau plan de mission habitée martienne. Le premier design d'une mission martienne proposé par MarsDrive était le plan de mission de référence Mars for Less de Grant Bonin, qui a été approuvé par les comités de lecture de différentes publications, telles que le Journal of the British Interplanteray Society et The Space Review. Le plan avait également été présenté à l'International Space Development Conference de Los Angeles, en 2006.
MarsDrive produit aussi des jeux, de l'art et des bandes dessinées liées à l'espace et à Mars. Ses membres sont présents et donnent des présentations lors de diverses conférences telles que l'ISDC ou l'annuelle Mars Society Conference. Ses membres sont aussi actifs dans des activités d'information et d'éducation du grand public, des entreprises et du secteur public pour présenter les bénéfices et les motivations d'un voyage vers Mars.
MarsDrive développe également son propre plan d'accès à l'espace pour faire baisser les coûts du transport spatial par le financement et la construction de projets d'infrastructures (en orbite et en surface). Les concepts clés incluent une station spatiale, l'exploitation minière d'astéroïdes, des panneaux solaires, des chantiers de vaisseaux orbitaux, ainsi que des colonies et des bases de recherche lunaires et martiennes. 